# 恩朱古纳·恩东古
恩朱古納·恩東古（Njuguna Ndung'u，1960年—）是一位肯亞經濟學家，曾於2022年10月至2024年7月擔任肯亞內閣中的財政部長，任期內由肯亞总统威廉·鲁托任命。
恩東古曾於2007年3月至2015年3月連續兩屆擔任肯亞中央銀行總裁，是該行第八任總裁。

## 早年生活與教育
恩東古於1960年出生於肯亞穆蘭加郡的肯達拉。他在奈洛比大學修習經濟學，獲得經濟學學士與經濟學碩士學位，之後於瑞典的哥德堡大學取得經濟學博士學位。

## 職涯

### 學術生涯
在擔任中央銀行總裁之前，恩朱古納·恩東古為非洲經濟研究聯盟（AERC）的訓練部主任。他亦於奈洛比大學講授高級經濟理論與計量經濟學，擔任副教授職務。他也曾在加拿大國際發展研究中心的東南非區域辦公室擔任區域計畫專員，並在肯亞公共政策研究與分析研究所（英語：Kenya Institute for Public Policy Research and Analysis）擔任總體經濟與經濟模型部門的首席研究員。
恩東古的研究涵蓋總體經濟學、個體經濟學、計量經濟學與減貧等領域，並曾在國際期刊發表論文及撰寫政策書籍章節，主題涵蓋通膨、利率與匯率政策、財政管理、公共部門成長、外債、安哥羅語系非洲的金融自由化、結構調整、就業與勞動市場等議題。

### 重返學術界
2018年，恩東古重返非洲經濟研究聯盟，擔任執行董事一職。2019年，他被任命為聯合國開發計劃署年度人類發展報告諮詢委員會成員，與湯瑪斯·皮克提與尚达曼共同擔任共同主席。

## 其他職務
- 非洲開發銀行（AfDB），理事會當然成員（自2022年起）
- 東非開發銀行（EADB），理事會當然成員（自2022年起）[8]
- 國際貨幣基金組織，理事會當然成員（自2022年起）[9]
- 世界銀行，理事會當然成員（自2022年起）